# Rutiderma lomae
Rutiderma lomae är en kräftdjursart som först beskrevs av Juday 1907.  Rutiderma lomae ingår i släktet Rutiderma och familjen Rutidermatidae. Inga underarter finns listade i Catalogue of Life.